# Hannibal Maria Di Francia
Hannibal Maria Di Francia, wł. Annibale Maria Di Francia (ur. 5 lipca 1851 w Mesynie, zm. 1 czerwca 1927 tamże) – włoski ksiądz rzymskokatolicki, zakonnik, założyciel Zgromadzenia Rogacjonistów Najświętszego Serca Jezusowego, działacz społeczny, święty Kościoła katolickiego.

## Życiorys
Urodził się w rodzinie arystokratycznej jako trzecie z czworga dzieci. Jego ojciec, wicekonsul papieski Francesco, zmarł, gdy ten miał 15 miesięcy.
Mając 17 lat, odczuł powołanie do kapłaństwa i do poświęcenia całego swojego życia modlitwie o powołania. Jak sam napisał, odczuł on wielką potrzebę proszenia Boga o dobrych i świętych kapłanów dla Kościoła Świętego:

Jak to możliwe, że prosi się o deszcz i o wszystkie inne potrzeby, a zapomina się prosić Dobrego Boga o kapłanów.

Wtedy to otrzymał intuicję swojego przyszłego charyzmatu, które opiera się na ewangelicznych słowach Jezusa:

Żniwo wprawdzie wielkie, ale robotników mało. Proście więc Pana Żniwa, aby posłał robotników na swoje żniwo. (Łk 10, 2 ; Mt 9, 37 – 38).

Będąc w seminarium, Hannibal otrzymał wyjątkowy na owe czasy przywilej codziennego przystępowania do Komunii św. To ścisłe zjednoczenie z Jezusem Eucharystycznym objawiało się w sposób szczególny w trosce o tych wszystkich, którzy byli w jakiejkolwiek potrzebie materialnej, czy duchowej. I tak w 1878 roku, będąc jeszcze diakonem, spotkał Francesco Zancone, ślepego żebraka. To spotkanie zaważyło na całej jego przyszłości i od tego niemal momentu Hannibal opiekował się sierotami, biednymi i zapomnianymi.
16 marca 1878 roku został wyświęcony na kapłana i rozpoczął pracę duszpasterską dzielnicy awiniońskiej:

w miejscu, które było określane w Mesynie za skrawek ziemi przeklętej.

Dzielnica była zamieszkana przez biedotę i margines społeczny. W 1882 roku zaczął zakładać pierwsze sierocińce, które nazywano antoniańskimi, ponieważ ich patronem był św. Antoni Padewski. W 1887 roku założył zgromadzenie zakonne Córek Bożej Gorliwości, a w 1897 roku Zgromadzenie Rogacjonistów Serca Jezusowego. Zgromadzenie miało modlić się o ewangelicznych robotników na całym świecie. Działalność Di Francii była skierowana także na szerzeniu zainteresowania działalnością ewangeliczną wśród osób świeckich (rodziców, nauczycieli, polityków).
Hannibal Maria Di Francia zmarł w 1 czerwca 1927 roku w Mesynie. W 1964 roku papież Paweł VI ustanowił Dzień Modlitw o Powołania Kapłańskie jako odpowiedź Kościoła na inicjatywy świętego Hannibala. 7 października 1990 roku Jan Paweł II ogłosił o. Hannibala błogosławionym. 16 maja 2004 roku w Rzymie został kanonizowany przez Jana Pawła II.